# Pavlova vas
Pavlova vas – wieś w Słowenii, w gminie Brežice. W 2018 roku liczyła 217 mieszkańców.